# Kaldrad Branislav
Kaldrad Branislav (født Boris Podsobljajev russisk: Борис Подсобляев)  (født 25. august 1974 - 27. april  2019) var en russisk musiker, som spillede i en række højreekstreme NSBM-bands. Han var det sidste tilbageværende medlem af BlazeBirth Hall-sammenslutningen. Branislav var, ligesom resten af BBH-medlemmerne, involveret i flere kriminelle gerninger, og var fængslet i perioden 2001-2002 for vold og våbenbesiddelse. Han døde i 2019 efter at være blevet påkørt af en bil.
Hans soloband Branikald er en sammentrækning af hans for- og efternavn i omvendt rækkefølge.

## Diskografi

### MedBranikald
- 1994: Stormheit (demo)
- 1995: To Kampf (demo)
- 1995: Varg fjerne a tornet
- 1996: Рдяндалир (tr. Rdjandalir, dansk: ~ ?)
- 1996: Kveldulv
- 1998: Жизнеотрицанью жизневероломство (tr. Sjisneotritsanju sjisneverolomstvo, dansk: ~ Livsfornægtende, livsødelæggende)
- 1998: Хмель мизантропии (tr. Khmel misantropii, dansk: ~ Humle misantropi)
- 1999: Хладавзор (tr. Khladavsor, dansk: ~ ?)
- 2000: Струн натянутых вдохновенья сталь (tr. Strun natjanutykh vdokhnovenja stal, dansk: ~ De spændte stålstreges inspiration)
- 2000: Раздувая тинг ветров (tr. Rasduvaja ting vetrov, dansk: ~ Vinden blæser tingene rundt)
- 2000: Тингов наслаждаясь распрей (tr. Tingov naslasjdajas rasprej, dansk: ~ Tingov nyder stridigheder)
- 2001: Триумф воли (tr. Triumf voli, dansk: ~ Styrkens triumf)

### MedVandal
- 2004: Судьба моей расы (tr. Sudba mojej rasy, dansk: ~ Min races ansigt)
- 2007: Окружён, но не сломлен (tr. Okrusjjon, no ne slomlen, dansk: ~ Fanget, men ikke nedbrudt)

### MedForest
- 1996: Forest
- 1998: Обрекая надежду на вечность (tr. Obrekaja nadesjdu na vetjnost, dansk: ~ Evighedens håb)
- 1999: Песнью в жатве горя (tr. Pesnju v sjatve gorja, dansk: ~ Sange inspireret af sorgens høst)
- 2005: В пламени славы (tr. V plameni slavy, dansk: ~ I herlighedens flamme)

### MedNitberg
- 1999: Волк коня холокоста копыт (tr. Volk konja kholokosta kopyt, dansk: ~ Ulveholocaust under hestens hove)
- 2004: Hammer Härte (split med Волкотень)
- 2005: Nitsanger (ep)
- 2007: Donnerwetter, Donnerwyrd
- 2010: Nagelreid

### MedRaven Dark
- 2006: Autumn Roar

### MedTemnozor
- 2003: Horizons...
- 2005: Вольницей в просинь ночей (tr. Volnitsej v prosin notjej, dansk: ~ De azurblå nætters folkstorm)

### MedVargleide
- 2000: Пожару нового дня (tr. Pozjaru novogo dnja, dansk: ~ Branden på en ny dag)
- 2000: Лишь прах, окалину и выжженую землю оставляя... (tr. Lisj prakh, okalinu i vyzjzjenuju zemlju ostavljaja..., dansk: ~ Kun støv og aske forlader den brændte jord...)

### Gæsteoptrædener og som sessionsmusiker
- 1999: Raven Dark - Гневом раскрытия вечного (tr. Gnevom raskrytija vetjnogo, dansk: ~ Vreden afslører evigheden) (guitar)
- 2000: Raven Dark - Verdandi (trommer, vokal)
- 2000: Raven Dark - Berustet av kriegsdronnet (vokal)
- 2004: Велимор (tr. Velimor dansk: ~ Underverdenen) - Во славу Рода! (baggrundsvokal)
- 2006: Sternatis - Смерчем воли тараня (tr. Smertjem voli taranja, dansk: Tornadør blæser alt omkuld) (bas)
- 2013: Велимор - Cын Одина (tr. Cyn Odina, dansk: ~ Søn af Odin) (vokal)